# 支那派遣軍
支那派遣軍（しなはけんぐん）は、大日本帝国陸軍の総軍の一つ。支那事変（日中戦争）解決を目的として編成され、在中国戦線の全陸軍部隊を統括した。軍隊符号はCGA。

## 沿革
1937年（昭和12年）7月、盧溝橋事件勃発後発生した第二次上海事変への対応として上海派遣軍が編成され、続いて盧溝橋事件への対応として支那駐屯軍が方面軍たる北支那方面軍に格上げされた。
1937年（昭和12年）10月には上海への増援として第10軍が編成され杭州上陸作戦を行い、同月、上海派遣軍と第10軍の上級司令部として中支那方面軍が編成された。1938年（昭和13年）2月の南京陥落後、中支那方面軍は隷下の両軍を含めて中支那派遣軍へと再編成された。
こうして中支那派遣軍と北支那方面軍が中国大陸方面での作戦に当っていたが、1939年（昭和14年）9月に両者を統括する「総軍（総軍の編成は日露戦争における満洲軍以来）」として大陸命362号に基づき支那派遣軍を編成した（これに伴い中支那派遣軍は廃止）。また、南支那方面軍は1940年（昭和15年）2月9日の編成時は支那派遣軍隷下であったが、のちに北部仏印進駐のため大本営直轄となり、同方面軍が第23軍に改編されると再び隷下に収め指揮系統が一元化された。
太平洋戦争（大東亜戦争）開戦時には、緒戦における一連の南方作戦のうち香港攻略戦を支那派遣軍（隷下第23軍）が担当し、以降終戦に至るまで中国方面の作戦に当たった。太平洋戦争時、日本軍が太平洋で大攻勢が出来ないように連合国軍側は支那派遣軍を中国大陸に釘付けにさせる戦略方針をとったが、支那派遣軍は釘付けにされつつも大陸打通作戦などで戦術的には蔣介石率いる国民革命軍相手に一方的勝利を重ね、終戦時まで中国軍に対する優勢を確保していたため、1945年8月11日に「百万の精鋭健在のまま敗戦の重慶軍に無条件降伏するがごときは、いかなる場合にも、絶対に承服しえざるところなり」と岡村寧次支那派遣軍総司令官は陸軍中央に電文を送っている。終戦時、支那派遣軍の総兵力は105万を数えた。
同年8月17日、天皇の命を受けた鳩彦王が南京に到着。関係部隊の指揮官にポツダム宣言受諾の聖旨を伝達後、帰国した。

## 支那派遣軍概要
- 通称号：栄（栄集団）
- 軍隊符号：CGA
- 編成時期：昭和14年9月12日
- 最終位置：中華民国南京

### 総司令官
- 西尾寿造：昭和14年9月12日～
- 畑俊六：昭和16年3月1日～
- 岡村寧次：昭和19年11月23日～

### 総参謀長
- 板垣征四郎：昭和14年9月4日～
- 後宮淳：昭和16年7月7日～
- 河辺正三：昭和17年8月17日～
- 松井太久郎：昭和18年3月18日～
- 小林浅三郎:昭和20年2月1日～

### 総参謀副長
- 鈴木宗作：昭和14年9月4日～昭和14年12月1日
- 本多政材：昭和14年12月1日～昭和15年10月28日
- 土橋勇逸：昭和15年10月28日～昭和16年9月15日
- 野田謙吾：昭和16年4月10日～昭和17年12月1日
- 唐川安夫：昭和17年12月1日～昭和19年12月14日
- 落合甚九郎：昭和17年12月1日～ 昭和19年5月30日
- 永津佐比重：昭和17年8月17日～昭和19年3月22日
- 川本芳太郎：昭和19年3月22日～終戦
- 今井武夫：昭和19年8月30日～終戦
- 佐藤賢了：昭和19年12月14日～昭和20年4月7日
- 岡田重一：昭和20年4月7日～終戦

### 上海陸軍部長
- 永津佐比重：昭和17年8月17日～昭和19年3月22日
- 川本芳太郎：昭和19年3月22日～終戦

※総参謀副長が兼任

### 高級参謀（第1課長）
- 公平匡武：昭和14年9月12日～
- 真田穣一郎：昭和15年1月10日～
- 宮野正年：昭和16年2月5日～
- 天野正一：昭和17年12月1日～
- 井本熊男：昭和19年8月14日～
- 榊原主計：昭和19年10月6日～
- 西浦進：昭和20年3月9日～

### 経理部長
- 西原貢：昭和18年3月1日～昭和19年10月26日[2]
- 清水菊三：昭和19年10月26日～終戦[3]

## 終戦時の隷下部隊
- 北支那方面軍 　 　 　 
  - 第1軍
    - 第114師団
    - 独立混成第3旅団
    - 独立歩兵第10旅団
    - 独立歩兵第14旅団  　 　 　

  - 第12軍
    - 第110師団
    - 第115師団
    - 戦車第3師団
    - 騎兵第4旅団 　 　 　 　

  - 駐蒙軍
    - 第118師団
    - 独立混成第2旅団 　 　

  - 第43軍
    - 第47師団
    - 独立混成第5旅団
    - 独立歩兵第1旅団

  - 独立混成第1旅団
  - 独立混成第8旅団
  - 独立混成第9旅団
  - 独立歩兵第2旅団
- 第6方面軍　 　 　 　 
  - 第11軍
    - 第58師団
    - 独立混成第22旅団
    - 独立混成第88旅団　　 　 　

  - 第20軍
    - 第64師団
    - 第68師団
    - 第116師団
    - 独立混成第81旅団
    - 独立混成第82旅団
    - 独立混成第86旅団
    - 独立混成第87旅団

  - 第132師団
  - 独立混成第17旅団
  - 独立混成第83旅団
  - 独立混成第84旅団
  - 独立混成第85旅団
  - 独立歩兵第5旅団
  - 独立歩兵第7旅団
  - 独立歩兵第12旅団
- 第13軍
  - 第60師団
  - 第61師団
  - 第65師団
  - 第69師団
  - 第161師団
  - 独立混成第90旅団
  - 独立混成第92旅団
  - 独立歩兵第6旅団
- 第6軍
  - 第70師団
  - 第133師団
  - 独立混成第62旅団
  - 独立混成第89旅団
  - 独立混成第91旅団
- 第23軍
  - 第104師団
  - 第129師団
  - 第130師団
  - 独立混成第23旅団
  - 独立歩兵第8旅団
  - 独立歩兵第13旅団
- 第3師団
- 第13師団
- 第27師団
- 第34師団
- 第40師団
- 第131師団
- 第13飛行師団